# Saphir-klass (1928)
Saphir-klassen var en klass av sex ubåtar som byggdes i Frankrike mellan 1926 och 1935 för den franska marinen. De flesta deltog i strid under andra världskriget för den franska Vichy-flottan eller de fria franska flottstyrkorna. Tre tillfångatogs av italienska styrkor men användes inte.

## Design

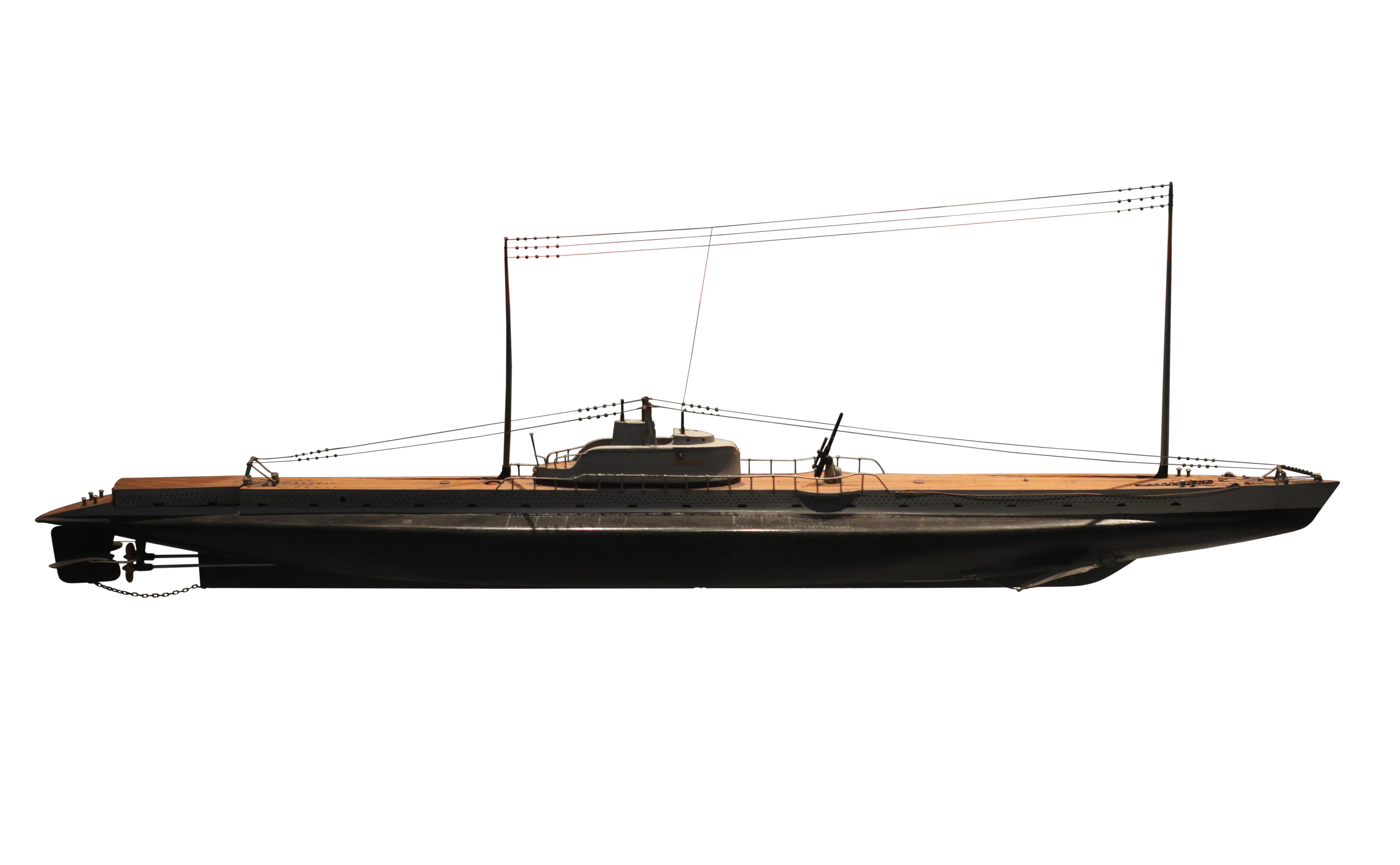
En skalmodell av Saphir som visas på Musée national de la Marine

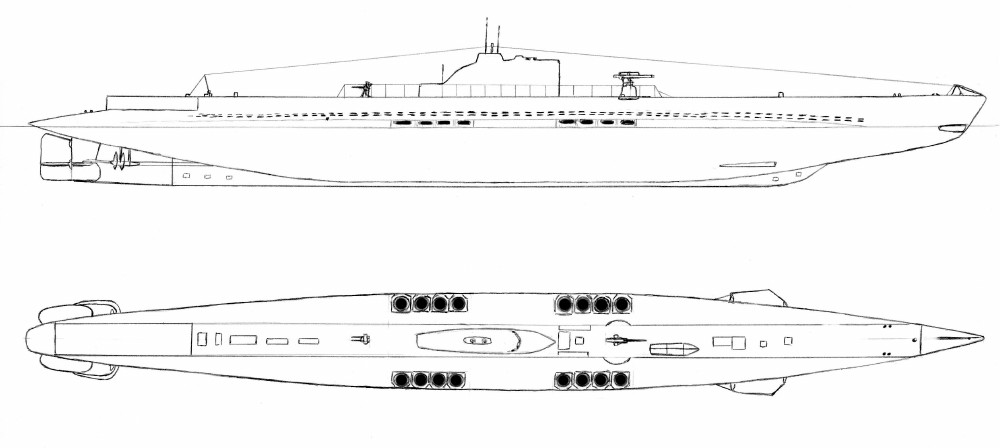
Ritning av en ubåt av Saphir-klass

Ubåtarna i Saphir-klassen hade ett deplacement på 773 ton vid ytan och ett deplacement under ytan på 940 ton. De var 66 meter långa, hade en bredd på 7,1 meter och ett djupgående på 4,3 meter. Framdrivningen vid ytan sköttes av två Normand-Vickers dieselmotorer på totalt 1 300 hk (969 kW) och under ytan av två elmotorer på totalt 1 000 hk (746 kW) genom två axlar vilket möjliggjorde en maxhastighet på 12 knop (22 km/h) vid ytan och 9 knop (17 km/h) i undervattensläge. Deras bränslekapacitet var 97 ton brännolja gav dem en räckvidd på 7 000 nautiska mil (13 000 km) vid 7,5 knop (13,9 km/h) och 4 000 nautiska mil (7 400 km) vid 12 knop (22 km/h) och deras batterier en räckvidd på 80 nautiska mil (150 km) vid 4 knop (7,4 km/h) under vatten. De hade en besättning på 42 man. Ubåtarna i Saphir-klassen kunde dyka upp till 76 meter.
Ubåtarna i Saphir-klassen var konstruerade för att kunna avfyra torpeder och lägga ut minor utan att gå upp till ytan. De kontaktminor som användes innehöll 220 kg TNT och fungerade på upp till 200 meters djup. De fästes på ubåtens utsida under ett hydrodynamiskt skydd och kastades ut med tryckluft.

## Skepp i klassen
| Saphir-klassen |                 |                   |                   | |
| Namn           | Kölsträckt      | Sjösatt           | Levererad         | Öde |
| Saphir         | 25 maj 1926     | 20 december 1928  | 30 september 1930 | Tagen av italienska styrkor den 8 december 1942 och omdöpt till FR 112. Senare borrad i sank av tyska styrkor den 15 september 1943 i Neapel.         |
| Turquoise      | 20 oktober 1926 | 16 maj 1929       | 10 september 1930 | Tagen av italienska styrkor den 8 december 1942 och omdöpt till FR 116. Senare borrad i sank av tyska styrkor den 8 maj 1943 i Neapel.                |
| Nautilus       | 8 augusti 1927  | 21 mars 1930      | 15 juli 1931      | Tagen av italienska styrkor den 8 december 1942, senare sänkt i ett flyganfall den 31 januari 1943 i Bizerte. Bärgad och skrotad den 12 augusti 1947. |
| Rubis          | 3 april 1929    | 30 september 1931 | 4 april 1933      | Tillhörde de fria franska styrkorna, tagen ur tjänst den 4 oktober 1949 och borrad i sank i Medelhavet 1958.                                          |
| Diamant        | 21 juli 1930    | 18 maj 1933       | 20 juni 1934      | Borrad i sank av sin besättning den 27 november 1942 i Toulon, bärgad av italienska styrkor i mars 1943 men sänkt igen 1944.                          |
| Perle          | 21 juli 1931    | 30 juli 1935      | 1 mars 1937       | Användes av de allierade efter Operation Torch, sänkt den 8 juli 1944 av ett brittiskt flygplan efter att ha misstagits för en tysk ubåt.             |

## Tjänstgöring
Under kriget opererade fem fartyg i Saphir-klassen i Medelhavet och endast Rubis ingick i Home Fleet. Senare anslöt hon sig till de fria franska flottstyrkorna. Under sin tjänst på de allierades sida var Rubis ett mycket effektivt fartyg. Från april 1940 till slutet av 1944 genomförde det 22 minläggningsoperationer i vattnen utanför Norge. 15 fartyg sjönk på grund dess minor, inklusive minsvepare, 4 små örlogsfartyg och ubåtar. Dessutom sänkte man ett fartyg med torpeder. Endast ett fartyg i Medelhavet bytte sida till de allierade, Perle, som den 8 juli 1944 av misstag sänktes i Atlanten av ett allierat plan.
Av de återstående ubåtarna sänktes Diamant i Toulon den 27 november 1942; Nautilus, Saphir och Turquoise demobiliserades i Bizerte mellan 1941 och 1942. Efter att Tunis ockuperats av axelmakternas trupper togs de över av italienarna i december 1942. Saphir döptes om till "FR 112" och Turquoise till "FR 116". Dessa fartyg var oanvändbara och avväpnade och låg kvar i Bizerte tills striderna i Afrika upphörde. Strax innan de kapitulerade sänkte italienarna dem. Endast Rubis överlevde kriget och togs ur tjänst den 4 oktober 1949.